# Hans Bankl
Hans Bankl (* 9. April 1940 in St. Pölten; † 11. Dezember 2004 in Wien) war ein österreichischer Professor für pathologische Anatomie und Prosektor.

## Leben
Neben seinen Lehrbüchern für Pathologie wurde er vor allem durch seine populärwissenschaftlichen Werke bekannt, in denen er die Biographien und Tode von bekannten Persönlichkeiten, darunter von Papst Johannes Paul I., unter die Lupe nahm und so viele Verschwörungstheorien zur Sprache brachte. Bankl war engagierter Freimaurer. Er war unter anderem als Leiter am Institut für Klinische Pathologie am Landeskrankenhaus St. Pölten beschäftigt. Einem Artikel der Tageszeitung „Kurier“ zufolge starb Hans Bankl an Lungenkrebs.

## Ehrungen und Auszeichnungen
- 1971: Kardinal-Innitzer-Förderungspreis für Human- und Veterinärmedizin
- 2003: Jakob-Prandtauer-Preis für Wissenschaft und Kunst der Stadt St. Pölten

## Werke

### Populärwissenschaft
- Die Krankheiten Ludwig van Beethovens: Pathographie seines Lebens und Pathologie seiner Leiden (1987), ISBN 978-3851754537
- Viele Wege führten in die Ewigkeit (1990), ISBN 3-85175-512-X
- Der Rest ist nicht Schweigen (1992), ISBN 3-85175-578-2
- Im Zeichen des Äskulap (gemeinsam mit F. Stöckl) (1993)
- Der Pathologe weiß alles ...aber zu spät (1997), ISBN 3-218-00638-4(mit Gösel)
- Die kranken Habsburger (1998), ISBN 3-442-15360-3
- Woran sie wirklich starben (1999), ISBN 3-85175-814-5
- Im Rücken steckt das Messer (2003), ISBN 3-442-15203-8
- Der Pathologe weiß alles ... aber zu spät (2003), ISBN 3-218-00638-4
- Wie oft fluchte der Pharao? (2003), ISBN 3-902406-06-2
- Kolumbus brachte nicht nur die Tomaten (2004), ISBN 3-442-15292-5
- Messer, Kugel, Schlinge, Gift (2006), ISBN 3-902406-31-3
- Wegen Todesfalls geöffnet (2007), ISBN 978-3-902406-46-0

### Lehrbücher
- Pathologie. Lehrbuch für Krankenpflegeschulen und medizinisch-technische Assistenzberufe (1995), ISBN 3-85076-464-8
- Pathologisch-Morphologische Diagnostik (1999), ISBN 3-540-64037-1
- Arbeitsbuch Pathologie, Bd. 1, Einführung in die Pathologie. Pathologisch-anatomisches Praktikum (2001), ISBN 3-85076-403-6
- Arbeitsbuch Pathologie, Bd. 2, Allgemeine Pathologie (2002), ISBN 3-85076-492-3
- Arbeitsbuch Pathologie, Bd. 3, Spezielle Pathologie (2002), ISBN 3-85076-536-9
- Allgemeine Pathologie (2003), ISBN 3-85076-562-8
- Hygiene und Infektionslehre (2004), ISBN 3-85076-657-8